# Chat de Biet
Felis silvestris bieti, Felis bieti · Chat de Mangolie, Chat de Gobi, Chat des déserts de Chine
Vous lisez un « article de qualité » labellisé en 2014.
Pour les articles homonymes, voir Chat (animal) et Biet.
Espèce
Synonymes
- Felis pallida Büchner, 1892
- Felis subpallida Jacobi, 1923
- Felis silvestris bieti (Milne-Edwards, 1892)

Statut de conservation UICN

 VU C2a(ii) : Vulnérable
Statut CITES
Le Chat de Biet (Felis bieti ou Felis silvestris bieti) est une espèce de félins (ou une sous-espèce) du genre Felis. Il est parfois appelé Chat de Mongolie, Chat de Monseigneur Biet, Chat de Gobi ou Chat des déserts de Chine. Ce félin d'allure charpentée est doté d'une épaisse fourrure brune à gris clair avec des marques floues de couleur plus foncée. Seules les pattes antérieures, la face et la queue présentent des rayures nettes. Les oreilles sont surmontées d'un pinceau de poils sombres. C'est un félin solitaire et nocturne chassant essentiellement de petits mammifères tels les pikas et les rats-taupes et se reposant en journée dans une tanière.
Endémique de Chine, le Chat de Biet vit sur la partie orientale du plateau tibétain, dans les prairies et buissons entre 2 500  et   5 000 m d'altitude et évite les déserts. Ce félin considéré comme rare est légalement protégé sur l'ensemble de son aire de répartition. Les menaces principales pesant sur la sous-espèce sont les campagnes d'empoisonnements des nuisibles, qui réduisent le nombre de ses proies, et éventuellement le trafic des fourrures. L'Union internationale pour la conservation de la nature (UICN) le classe comme « vulnérable » (VU). Le Chat de Biet est très peu étudié et figure parmi les félins les plus méconnus de la planète.

## Description

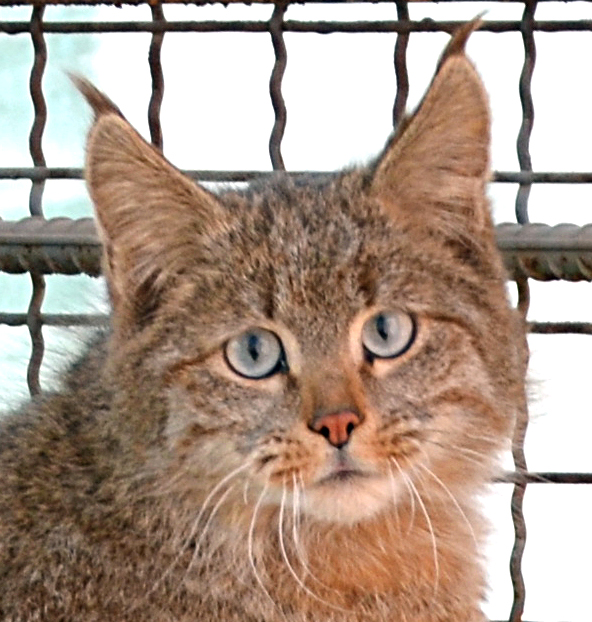
Portrait d'un Chat de Biet. Les oreilles sont surmontées de pinceaux de poils sombres. Deux rayures horizontales barrent les joues.

Le Chat de Biet, plus grand qu'un chat domestique, mesure en moyenne 115,7 cm de longueur totale : la longueur de la tête et du corps est de 70  à   85 cm et celle de la queue de 29  à   35 cm,. La hauteur au garrot est de 35  à   45 cm. Le mâle est plus grand que la femelle. Le poids moyen est de 5,5 kg, le record est détenu par un individu mâle en captivité qui pesait 9 kg.
Le crâne du Chat de Biet se différencie de celui des autres félins par la présence d'une crête mésiale sur les os basisphénoïde et présphénoïde et par l'absence de la métaconide sur la carnassière inférieure m1. Les bulles tympaniques représentent 25 % de la longueur totale du crâne, ce qui est assez développé, et caractéristique d'autres félins vivants en zone aride comme le Chat à pieds noirs (F. nigripes) ou le Chat des sables (F. margarita).
Le Chat de Biet est un félin d'allure forte et charpentée, avec des pattes courtes et une queue épaisse. Les soles plantaires sont couvertes de poils noirs. Les oreilles de couleur gris jaunâtre sont pointues, terminées par des pinceaux de poils sombres, ou roux, à l'extrémité mesurant environ 2 cm. Chaque joue est barrée de deux rayures horizontales de couleur brune et un anneau flou entoure le cou. La fourrure très épaisse est de couleur brun foncé en été et gris clair en hiver,, avec des marquages indistincts, ce qui assure un excellent camouflage dans son environnement naturel. Le dense sous-poil est de couleur gris ardoisé près de la peau et brunâtre à l'extrémité. Des bandes brunes barrent les pattes antérieures. Sur les autres parties du corps, les rayures de couleur brun foncé sont indistinctes et imprécises. Dépassant en longueur le niveau du pied, la queue très fournie est annelée de cinq à six bandes noires et l'extrémité est noire. Le ventre, la poitrine et l'intérieur des membres sont de couleur crème ou gris clair.
Dans la nature, le Chat de Biet peut être confondu avec le Chat orné (F. silvestris ornata), le Manul (Otocolobus manul) et le Lynx boréal (Lynx lynx). La confusion avec le chat domestique est également fréquente. Toutefois, le Chat orné ne possède pas de pinceaux auriculaires et son pelage est plus court et distinctement marqué de taches ou de rayures, le Manul est plus petit que le Chat de Biet, a une robe grise avec une queue plus courte ne comportant pas d'anneaux et ses oreilles n'ont pas de pinceaux auriculaires. Quant au Lynx boréal, c'est un félin de taille très supérieure au Chat de Biet, avec une queue écourtée.

## Comportement

### Alimentation
Chasseur nocturne, le Chat de Biet est actif toute la nuit en captivité et chasse principalement à l'aurore et au crépuscule à l'état sauvage. Selon une analyse du contenu des fèces, les petits mammifères forment 90 % de son régime alimentaire,. Les proies de ce félin sont le rat-taupe, le pika, le campagnol, la marmotte, le hamster et la gerbille et des oiseaux comme la perdrix, le faisan et l'alouette. Dans le Qinghai, les proies chassées sont, entre autres mammifères, le Pika du Kansu (Ochotona cansus), le Pika à lèvres noires (O. curzoniae), le Pika de Daourie (O. dauurica), le Campagnol nordique (Microtus oeconomus) ou le Lièvre laineux (Lepus oiostolus).
La technique de chasse habituelle consiste en une approche lente et silencieuse suivie d'un bond rapide pour attraper la proie par la nuque et lui briser la colonne vertébrale. Pour les rats-taupes qui vivent dans des tunnels, le Chat de Biet balaie l'emplacement de la galerie souterraine et guette à l'ouïe les mouvements de la proie qu'il déterre rapidement avant de la tuer.

### Cycle de vie
Le Chat de Biet est solitaire hormis durant les périodes d'accouplement. La période de reproduction est comprise entre janvier et mars. Le temps de gestation est inconnu. En mai, la femelle donne naissance dans la tanière à deux à quatre chatons. L'élevage des petits est entièrement à la charge de la femelle. L'indépendance est acquise à l'âge de sept à huit mois,. Si les adultes ne sont pas chassés par d'autres animaux, les jeunes peuvent être tués par des Loups gris (Canis lupus) ou par l'Ours brun (Ursus arctos).
La tanière est généralement située dans un tunnel pouvant mesurer jusqu'à cinq mètres de long sur une pente orientée sud, dans une zone abondamment fournie en rongeurs. Mâles et femelles utilisent une tanière pour se reposer durant la journée, toutefois, celle de la femelle est généralement plus profonde, mieux sécurisée et ne comporte qu'une seule entrée. Quatre tanières utilisées pour élever les chatons ont été découvertes par des chercheurs : elles étaient tapissées de plumes, de poils et de petits os de lièvres et de marmottes.

## Chorologie

### Habitat et aire de répartition

Aire de répartition du Chat de Biet.

Le Chat de Biet se rencontre à des altitudes comprises entre 2 500  et   5 000 m. Six tanières ont été découvertes entre 3 000  et   3 600 m d'altitude dans les années 1990. L'habitat de ce félin présente des conditions parmi les plus difficiles au monde : les étés brûlants succèdent à des hivers très rigoureux, des vents secs soufflent toute l'année. Le félin se rencontre le plus souvent dans les prairies et buissons alpins. Il peut éventuellement vivre en lisière de forêts de conifères et dans la steppe et évite le désert. En 2007, les premières photographies dans la nature ont été prises à 3 570 mètres d'altitude, dans des prairies vallonnées et des broussailles de montagnes.
Le Chat de Biet est une espèce endémique de la Chine, dont l'aire de répartition recouvre la partie nord-est du plateau tibétain, entre 30  et   38 ° de latitude Nord. Ce félin se trouve principalement dans la province de Qinghai, au nord-ouest du Sichuan et peut-être au sud du Gansu. Des témoignages douteux ont également situé l'habitat de ce félin dans les forêts de bambous où vivent les Pandas géants ou dans les forêts de conifères et de feuillus alpins avec le Rhinopithèque de Roxellane. La plupart des « observations » de Chat de Biet se base sur la présence de peaux en vente sur les marchés, dont l'origine est incertaine.
Le Chat de Biet est généralement considéré comme rare : les effectifs sont probablement inférieurs à 10 000 individus matures, l'aire de distribution est sans doute fractionnée et les populations de ce félin sont considérées comme en déclin.

### Menaces pesant sur la sous-espèce
La sous-espèce est menacée par les tentatives d'éradication des nuisibles, notamment des pikas considérés comme sa proie principale. Entre 1958 et 1978, des campagnes d'empoisonnement massives de pikas sont organisées par le gouvernement chinois. Entre les années 1950 et la fin des années 1990, 208 000 km2 de la province de Qinghai sont traités par des rodenticides. Des années 1970 aux années 1980, le phosphure de zinc est couramment employé, puis entre les 1980 et 1990, il est remplacé par le bromadiolone, le coumatétralyle, le diphacinone et le chlorophacinone. L'utilisation de ces pesticides diminue le nombre de proies du Chat de Biet, mais a également des effets sur l'environnement et notamment sur les prédateurs avec les risques de bioaccumulation. Si les éradications de masse des pikas sont stoppées depuis les années 1990, la régulation des nuisibles par empoisonnement est toujours localement pratiquée sur l'aire de répartition du Chat de Biet.
Des fourrures de Chat de Biet ont également été signalées sur les marchés locaux. En 1980, trente peaux sont prises aux braconniers dans le Sichuan et en 1986, George Schaller observe seize peaux en vente sur les marchés de Lingxia dans la province de Gansu. Des peaux et des vestes en Chat de Biet sont confisquées par les autorités chinoises au début des années 2000 dans les xians de Songpan et Jiuzhaigou dans le Sichuan. Il est probable qu'il ne s'agisse pas d'un commerce spécifique de peaux de Chat de Biet, mais plutôt d'erreurs consécutives à sa ressemblance avec le Chat orné : la fourrure du Chat de Biet est considérée d'un faible intérêt commercial.

### Législation
L'Union internationale pour la conservation de la nature considère le Chat de Biet comme « vulnérable » (VU) depuis 2002. La loi chinoise classe l'espèce comme un animal rare, en catégorie II,. C'est une espèce protégée par la législation chinoise, le commerce et la chasse étant interdits. Le Chat de Biet est classé en annexe II de la CITES et en annexe B de la réglementation européenne, c'est-à-dire que le commerce de tout ou partie de l'animal est soumise à l'obtention de permis. Une demande de reclassification en annexe I a été faite, sans succès.

### Élevage conservatoire
Le premier spécimen détenu en captivité est un mâle adulte du zoo de Beijing de 1974 à 1978. En 1986, la population captive est de quatre à cinq individus et dans les années 2000 d'une dizaine d'individus,. Les tentatives de reproduction en captivité, toutes menées par le zoo de Xining, se sont soldées par des échecs : les femelles tuent les chatons à la moindre perturbation.

## Taxinomie

### Historique de la classification
Les premiers spécimens envoyés au Muséum d'histoire naturelle de Paris sont deux peaux récoltées sur un marché aux fourrures de Sichuan par l'expédition au Tibet de Gabriel Bonvalot et du prince Henri d'Orléans, en 1889. Le Chat de Biet est décrit à partir de ces peaux sous le nom Felis bieti par Alphonse Milne-Edwards en 1892 dans la Revue générale des sciences pures et appliquées,.
À l'origine, le Chat de Biet est classé comme une espèce en prenant comme hypothèse que ce félin est fortement apparenté au Chat sauvage (Felis silvestris) et au Chat des marais (F. chaus) en raison de sa morphologie très proche. Deux sous-espèces ont été proposées : F. b. chutuchta et F. b. vellerosa. F. b. chutuchta est décrite par Birula en 1917 comme une nouvelle espèce sur la base d'un spécimen collecté par Koslov. L'holotype est décrit comme provenant de Mongolie-Intérieure alors qu'il provient de la province de Ningxia. La présence du Chat de Biet dans ces provinces n'a pas pu être confirmée et des recherches postérieures considèrent l'holotype comme un Chat orné. F. b. vellerosa est décrit par Pocock en 1943 à partir d'une peau du musée d'histoire naturelle de Londres collectée dans la province de Shaanxi, qui est plus tard identifiée comme celle d'un chat domestique.
La taxonomie du Chat de Biet est encore débattue. Des recherches génétiques publiées en 2007 suggèrent qu'il est une sous-espèce du Chat sauvage sous le nom scientifique Felis silvestris bieti. A contrario, des comparaisons morphologiques réalisées en 2009 le classent comme une espèce, Felis bieti. Des recherches complémentaires sont nécessaires pour trancher la taxonomie de ce félin,.

### Histoire évolutive
|  | F. s. ornata |
|  |              |
|  | F. s. bieti  |
|  |              |

|  | F. s. lybica |
|  |              |
|  | F. s. catus  |
|  |              |

|  | F. s. ornata |
|  |              |
|  | F. s. bieti  |
|  |              |

|  | F. s. lybica |
|  |              |
|  | F. s. catus  |
|  |              |

|  | F. s. ornata |
|  |              |
|  | F. s. bieti  |
|  |              |

|  | F. s. lybica |
|  |              |
|  | F. s. catus  |
|  |              |

|  | F. s. ornata |
|  |              |
|  | F. s. bieti  |
|  |              |

|  | F. s. lybica |
|  |              |
|  | F. s. catus  |
|  |              |

|  | F. s. ornata |
|  |              |
|  | F. s. bieti  |
|  |              |

|  | F. s. lybica |
|  |              |
|  | F. s. catus  |
|  |              |

|  | F. s. ornata |
|  |              |
|  | F. s. bieti  |
|  |              |

|  | F. s. lybica |
|  |              |
|  | F. s. catus  |
|  |              |

|  | F. s. ornata |
|  |              |
|  | F. s. bieti  |
|  |              |

|  | F. s. lybica |
|  |              |
|  | F. s. catus  |
|  |              |

|  | F. s. ornata |
|  |              |
|  | F. s. bieti  |
|  |              |

|  | F. s. lybica |
|  |              |
|  | F. s. catus  |
|  |              |

En 2006, des travaux phylogénétiques effectués sur les chromosomes sexuels et l'ADN mitochondrial de toutes les espèces de félins, conjugués à des recherches paléontologiques, ont révélé que les félins ont divergé en huit lignées distinctes. La lignée du chat domestique, constituée de tous les félins du genre Felis, est la dernière lignée à diverger, il y a environ 3,4 Ma, au Pliocène, dans les déserts et les forêts denses du bassin méditerranéen.
Les données fossiles concernant les félins sont assez rares. La base de la lignée du Chat sauvage est probablement Felis lunensis, parfois appelé Chat de Martelli, dont des fossiles ont été datés du Villafranchien supérieur dans un gisement de Toscane. Des formes intermédiaires entre F. lunensis et F. silvestris ont été découvertes dans des gisements du Pléistocène, notamment à Petralona en Grèce.
Le modèle génétique considère le Chat sauvage comme une espèce polytypique à cinq ou six sous-espèces, selon le statut accordé au chat domestique : le Chat forestier (F. silvestris silvestris), le Chat sauvage d'Afrique subsaharienne (F. s. cafra), le Chat orné (F. s. ornata), le Chat de Biet, le Chat ganté (F. s. lybica) et le chat domestique (F. s. catus),. Dans ce modèle, le point de divergence des sous-espèces du Chat sauvage est estimé à 230 000 ans. Le Chat de Biet est fortement apparenté au Chat orné.
Le modèle morphologique divise les populations en trois espèces : le Chat de Biet (Felis bieti), le Chat sauvage (Felis silvestris) et le Chat ganté (Felis lybica). Le Chat sauvage d'Afrique subsaharienne et le Chat orné deviennent des sous-espèces du Chat ganté (respectivement Felis lybica cafra et Felis lybica ornata).

## Le Chat de Biet dans la culture

### Dénomination
Les noms vernaculaires et le nom scientifique sont dédiés à Félix Biet, directeur des missions françaises en Chine. Le nom scientifique est Felis bieti ; l'ouvrage Mammal Species of the World répertorie deux synonymes Felis pallida et F. subpallida. De nombreux noms vernaculaires peuvent se traduire comme « Chat du/des désert(s) », toutefois, cette nomination est écologiquement inexacte puisque le Chat de Biet est un habitant des steppes et des zones buissonneuses,.
En français, le Chat de Biet est également appelé « Chat de Monseigneur Biet », « Chat de Mongolie », « Chat de Gobi » et « Chat des déserts de Chine ». Toutefois, l'Union internationale pour la conservation de la nature (UICN) et la CITES ne connaissent que le terme « Chat de Biet »,.
En anglais, ce félin a de nombreux noms vernaculaires selon l'UICN : « Chinese Desert Cat », « Grass Cat », « Chinese Mountain Cat », « Chinese Steppe Cat », « Chinese Alpine Steppe Cat » et « pale desert cat », en référence à sa couleur claire. Le nom « Grass Cat » – littéralement « chat d'herbe » – est donné par les bergers des plateaux tibétains en référence à la robe du Chat de Biet, qui se confond avec les herbes sèches. Le nom vernaculaire est « Graukatze » en allemand (littéralement « chat gris »), « gato de Biet » et « gato del desierto de China » en espagnol.
Les termes chinois sont 漠貓, mo mao, 荒漠貓, huang mo mao et 草猞猁, cao shihli. Ce dernier terme, signifiant « chat des herbes », est utilisé par les marchands de fourrure chinois en rappel de l'habitat naturel du félin. Parmi les autres langues régionales, le Chat de Biet est appelé « shel misigi » en kazakh et « qel müshüki » en ouïghour.

### Un félin méconnu
Le Chat de Biet est l'un des félins les moins connus et étudiés de la planète,. Les scientifiques chinois ne connaissent quasiment pas ce félin pourtant endémique de leur pays et certains spécimens détenus dans les institutions chinoises sont mal identifiés. Terry Townshend rapporte dans son blog qu'un doctorant chinois ayant voulu travailler sur le Chat de Biet comme sujet de doctorat s'était vu conseillé de changer de sujet par son superviseur, car ce félin est trop peu connu pour permettre une thèse et qu'il valait mieux étudier un autre mammifère. Les chasseurs sont rarement capables de reconnaître un Chat de Biet et seuls les vendeurs de fourrures savent faire la différence. La littérature locale regorge d'erreurs et de confusion avec le Manul (Otocolobus manul), le Chat orné ou encore le Lynx boréal (Lynx lynx) et l'aire de répartition est souvent fortement surévaluée.
Les musées ne disposent que d'une vingtaine de peaux et de quelques crânes. La première photographie dans la nature est réalisée grâce à des pièges photographiques dans le Sichuan en mai 2007. En 2018, un piège photographique posé par le ShanShui Conservation Center permet de recueillir de nouvelles photographies et des vidéos d'une mère et ses deux chatons près de Yushu. En Chine, les spécimens vivants détenus dans les parcs zoologiques sont également très rares. Les rares informations de terrain disponibles ont pour la plupart été récoltées par le scientifique chinois Liao Yanfa, lors de la collecte par les équipes du zoo de Xining de 34 individus entre 1973 et 1985.